# Tephritis dilacerata
Tephritis dilacerata är en tvåvingeart som först beskrevs av Friedrich Hermann Loew 1846.  Tephritis dilacerata ingår i släktet Tephritis och familjen borrflugor. Arten är reproducerande i Sverige. Inga underarter finns listade i Catalogue of Life.